# 2015年香港大學副校長任命事件
2015年香港大學副校長任命事件，是指2015年香港大學校務委員會否決任命遴選委員會推薦人選陳文敏為副校長的爭議。陳文敏於2002年至2014年間出任香港大學法律學院院長，至2014年11月有傳媒披露陳文敏獲推薦為副校長，但同時指陳文敏親泛民主派的政治立場與政府官方不一致，至2015年初傳出時任行政長官梁振英干預香港大學聘用副校長的事務，對校委會成員展開遊說不要委任陳文敏。
2015年3月，梁振英以校監身份委任背景具爭議性的李國章加入香港大學校委會，並拖延副校長人選的決定，其後更任命李國章為校委會主席，有港大師生發起集會，抗議特首介入港大校務，衝擊學術自由，港大學生會會長馮敬恩企圖闖入校委會會議引生肢體衝突，而委任陳文敏為副校長的議案於2015年9月29日被否決。

## 背景

### 遴選

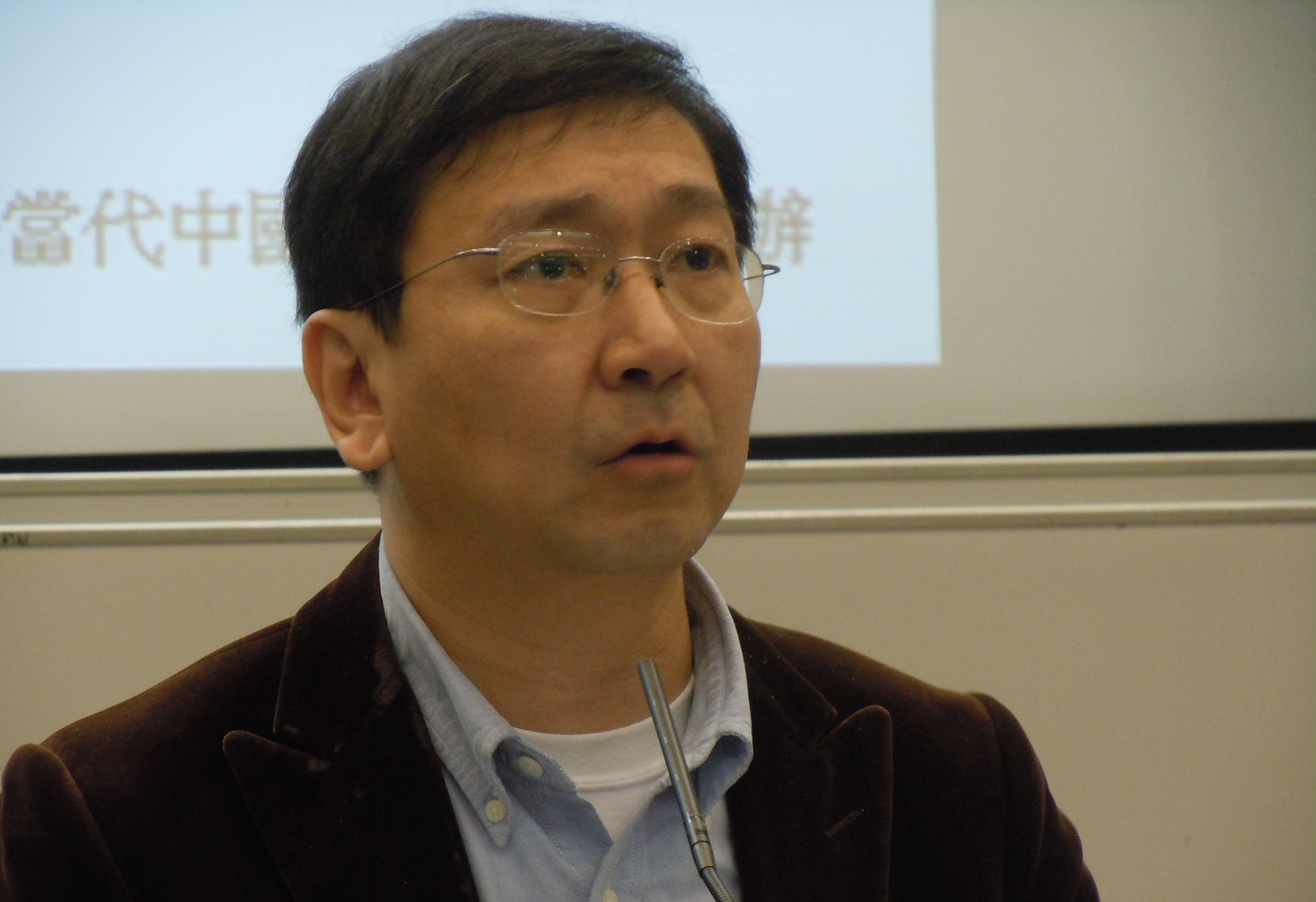
被推薦為香港大學學術及人事資源副校長的陳文敏

香港大學人事資源副校長的職位已懸空多年，校方在2013年決定要求副校長同時處理學術事務；2014年12月，負責遴選副校長的委員會在全球招聘後決定推薦曾任香港大學法律學院院長的陳文敏，他因而成為港大學術及人事資源副校長的唯一人選。

### 校務委員會構成
香港大學校務委員會的構成由《香港大學條例》所規定，最多可由24人組成。校監一職由行政長官出任，他可以委任最多7名不屬大學學生或僱員的人士為校務委員，而其中1人須獲其委任為主席，任期均規定為3年。校務委員會可委任6名不屬大學學生或僱員的人士，而校董會可按照《條例》所定的規程選出2名不屬大學學生或僱員的人士。其餘9個位置由校內人士出任，分別為校長、司庫，按規例選出的4名全職教師、1名不屬教師的全職大學僱員、1名全日制本科生及1名全日制研究生。
以下是2015年7月30日時的校務委員名單：
| 姓名                           | 角色                                            | 備註                                                                                 |
| ------------------------------ | ----------------------------------------------- | ------------------------------------------------------------------------------------ |
| 梁智鴻                         | 主席                                            | 外科醫生、前行政會議成員、前立法會議員                                               |
| 洪丕正                         | 由校監委任的6名不屬大學學生或僱員的人士         | 渣打銀行大中華地區行政總裁                                                           |
| 紀文鳳                         | 由校監委任的6名不屬大學學生或僱員的人士         | 新世界發展有限公司執行董事、港區全國政協委員、前梁振英競選辦公室主任                 |
| 劉麥嘉軒                       | 由校監委任的6名不屬大學學生或僱員的人士         | 畢馬威合夥人                                                                         |
| 李國章                         | 由校監委任的6名不屬大學學生或僱員的人士         | 前教育統籌局局長、香港中文大學前校長、港區全國政協委員、局長任內引發香港教育學院風波 |
| 梁高美懿                       | 由校監委任的6名不屬大學學生或僱員的人士         | 創興銀行副主席兼董事總經理、廣州市政協委員                                           |
| 廖長江                         | 由校監委任的6名不屬大學學生或僱員的人士         | 立法會議員、港區全國人大代表                                                         |
| 黃景強                         | 由校務委員會委任的6名不屬大學學生或僱員的人士   | 工程師、港區全國政協委員                                                             |
| 陳坤耀                         | 由校務委員會委任的6名不屬大學學生或僱員的人士   | 嶺南大學前校長                                                                       |
| 石禮謙                         | 由校務委員會委任的6名不屬大學學生或僱員的人士   | 立法會議員                                                                           |
| 黃啓民                         | 由校務委員會委任的6名不屬大學學生或僱員的人士   | 中國建設銀行非執行董事、南華早報非執行董事                                           |
| （空缺）                       | 由校務委員會委任的6名不屬大學學生或僱員的人士   |                                                                                      |
| （空缺）                       | 由校務委員會委任的6名不屬大學學生或僱員的人士   |                                                                                      |
| 文灼非                         | 由校董會按規程選出的2名不屬大學學生或僱員的人士 | 傳媒社長兼行政總裁                                                                   |
| 王䓪鳴                         | 由校董會按規程選出的2名不屬大學學生或僱員的人士 | 香港青年協會總幹事、港區全國政協委員、香港宣明會榮譽董事會主席                       |
| 馬斐森                         | 校長                                            |                                                                                      |
| 梁高美懿                       | 司庫（兼任）                                    |                                                                                      |
| 張祺忠                         | 4名全職教師                                     | 機械工程系副教授                                                                     |
| 郭新                           | 4名全職教師                                     | 理學院院長                                                                           |
| 盧寵茂                         | 4名全職教師                                     | 外科學系系主任                                                                       |
| 袁國勇                         | 4名全職教師                                     | 微生物學系講座教授                                                                   |
| 吳國恩                         | 1名不屬教師的全職大學僱員                       | 香港大學職工會理事長                                                                 |
| 馮敬恩                         | 1名全日制本科生                                 | 香港大學學生會會長                                                                   |
| Aloysius Wilfred Raj Arokiaraj | 1名全日制研究生                                 | 香港大學研究生會主席                                                                 |

## 遴選工作疑受政治干預
在2014年11月26日時，《文匯報》已引述大學內部消息指陳文敏有可能擔任副校長。2015年1月26日，《文匯報》率先披露大學教育資助委員會的《研究評審工作2014》報告，而教資會於27日才公佈該報告。《文匯報》以三版篇幅引述報告內容，批評陳文敏領導下的港大法律學院表現不濟，源於有人「不務正業」，並引述說法稱陳文敏高調參與政治而忽略學術研究，在佔領中環一事上與戴耀廷沆瀣一氣。《文匯報》和《大公報》其後多次刊文批評陳文敏。
2月3日，《明報》引述多個消息來源證實，陳文敏在兩個月前已獲物色委員會推薦出任副校長（學術及人事資源）。陳文敏接受明報查詢時，表示副校長遴選程序須保密，不回應是否獲邀面試及被推薦。但他同日在《明報》觀點版撰文，指責左派報章近日來藉教資會的研究報告對港大法律學院及他本人作「瘋狂式的攻擊」，政治干預大學自主與言論自由。陳文敏在文中為港大法律學院的學術研究表現作出辯護。另一方面，他指左派報章自2014年11月已向大學施壓，阻止敢言的學者進入領導層。他亦質疑為何左派報章在報告發表前便能取得報告，稱如事涉政府高層，便是非常嚴重的干預學術與言論自由的事件。教資會於2月5日回應關於報告外洩的查詢，稱「一直遵循《程序便覽》的指引，在恰當地在財務上及對公眾問責的前提下，支持並維護學術自由和院校自主」，並呼籲社會繼續尊重院校自主。
2月10日，有法律界選委、法律學院教職員、校友、法政匯思成員等人士發表聯署聲明，肯定陳文敏對港大及法律學院的貢獻，指部分傳媒的批評毫無根據、上綱上線，且反映有人以政治目的攻擊法律學院及陳文敏。
2月11日，《明報》前總編輯、港大法律學院校友劉進圖在《明報》撰文，寫道「一些極具影響力的政府人士更親自致電若干港大校務委員，要求他們否決遴選委員會成員一致推薦陳文敏任副校長的建議」，指這是中央在佔中後對港大進行懲治的第一步。2月12日，蘋果日報頭版報道引述公民黨法律界議員郭榮鏗的說法，稱有在香港大學任教的法律界人士向他透露，梁振英及某（些）行會成員曾直接游說校委會成員，叫他們不要贊成委任陳文敏。報道又指，梁振英在11日時首次宴請校委會成員到禮賓府午膳。香港大學校務委員會主席梁智鴻會後稱席間討論宿舍不足等問題，但沒提及陳文敏、法律學院及《學苑》風波。特首辦同日發表一份簡短聲明，回應蘋果日報報道，內容為：「行政長官及特區政府沒有干預香港大學副校長的遴選工作。」「對於有關報道的失實指控，深表遺憾。」
此外，香港電台引述消息稱，中央政策組顧問高靜芝曾就陳文敏獲推薦一事接觸港大人士。在接受港台查詢時，高靜芝否認曾就此事主動接觸校務委員，但不排除在茶餘飯後與人討論過。高靜芝稱她有可能在交談中提過，但忘記是什麼對象和場合，又表示她連誰是校務委員也不記得。當被問及自己的公職身份會否給予他人壓力時，高靜芝則反問發表意見為何會有壓力。行政會議成員及教資會成員張志剛亦被指向校務委員施壓，他在13日早上接受商台訪問，否認牽涉其中，表示未曾致電阻止或推薦誰，茶餘飯後也沒有講過。他又直言對港大副校長遴選一事「無興趣、無諗過、無意見」。梁振英於2月14日首度開腔回應，稱沒有以電話或其他方式干預港大副校長的遴選工作。
3月20日，香港政府刊憲宣佈，委任李國章為港大校委會成員，任期三年，即日生效。有報道指校委會主席梁智鴻將於11月屆滿，政府是表面讓李國章替補黃嘉純的空缺，實則為其出任校委會主席鋪路。政府發言人回應，不評論揣測性報道，強調委任時一向恪守用人唯才的原則，任命合適人選。

## 佔中捐款調查報告
3月25日，港大校務委員會召開特別會議，討論審核委員會就陳文敏、戴耀廷收取捐款的報告。校委會最終決定接受將該報告作為中期報告。
3月30日，560多名香港各界知名人士在明報刊登全版廣告聯署聲明，表示香港的學術自由遭到日趨嚴重的威脅，包括有學者受到左派傳媒無理攻擊；政府高層肆意抨擊學生組織、學者及個人的言行，有違基本法所保障的言論與出版自由；校內教材內容受干預；大學管理人員任命疑受干預及滲入政治偏見，令公眾憂慮。聲明亦呼籲香港市民一同捍衛學術自由。聯署者包括前政務司司長陳方安生、立法會議員陳家洛、馮檢基、何俊仁、何秀蘭、李卓人、葉建源、廉署前總調查主任查錫我、和平佔中發起人之一的陳健民及真普聯召集人鄭宇碩等。
6月1日，劉進圖以「港大法律學院1987年畢業生」的名義，於明報向校委會主席梁智鴻發公開信提出五問。信中爆料副校長遴選的不少細節，當中指梁智鴻早於2013年末已大力游說陳文敏申請副校長一職，物色委員會於2014年底一致同意推薦陳文敏當副校長，並擬訂於2015年3月上任。後來陳文敏捲入佔中捐款風波，有校委認為法律學院的內部檢討報告不夠充分，校委會決定成立審計委員會深入調查，遴選委員會亦暫緩向校委會提交推薦陳文敏的文件。劉質疑，梁智鴻對外解釋時只強調遴選委員會尚未完成程序，不提人選已有傾向，使外界誤會。劉續指，審計報告完成後，當中並無質疑陳文敏有違反指引或誠信操守問題，但梁智鴻因應部分校委不滿，要求審核委員會提交補充報告，以致任命再三延誤。補充報告完成後，又加了一句批評陳文敏「未符大學期望標準」。陳文敏拒絕回應事件。梁智鴻回應指，物色委員會在物色過程中，歡迎大學成員推薦或介紹物色對象。他承認曾介紹多名他認為有潛質的人選，查詢有關人士對副校長職位是否感興趣。但由於他不是物色委員會成員，且未參與有關遴選的實際工作，故不評論。
6月23日，港大校務委員會舉行會議，就佔中捐款調查報告投票表決跟進行動。報告的補充闡述函部分指出，陳文敏在收取戴耀廷其中30萬元捐款後，未有向其行政助理及校友事務部交代捐款人資料，認為其做法「偏離應有預期水平」（falls short of expected standards）。不過，報告沒有批評陳文敏等人違規或建議有任何處分，反而指出港大現行捐款機制欠缺清晰指引。結果最多校委選擇了由校委會再作討論，第二多的選擇是交由大學管理層跟進，最少人選擇不再跟進事件。
6月29日，23名泛民立法會議員召開記者會，表示港大副校長任命拖延多月，並不尋常，對事件極為關注。因此，他們早前已聯署去信校委會主席梁智鴻查詢，另外經葉建源去信立法會內會主席梁君彥，提出在7月3日的內會會議，邀請出任校委會成員的石禮謙議員向議員交代副校長職位的任命進度，及回答議員的問題。

## 延後討論副校長任命
6月30日，校委會舉行例會，通過接納及公開佔中捐款調查報告。會議原定還會討論副校長任命一事，但結果以12比6通過暫不討論任命。有報章引述消息指校長馬斐森在會上反對做法，以至需要投暗票決定。梁智鴻會後解釋因為副校長（學術人事及資源）向首席副校長負責，而時任首席副校長錢大康即將卸任，校委會希望在聘得新的首席副校長後，再聽取他對任命的意見。雖然校委會重申此安排合理，又否認做法涉及政治考慮，但仍引起部分港大教職員不滿；香港大學學生會要求校委會主席梁智鴻承諾在7月下旬處理任命事宜，他沒有在學生會訂下的期限內作出此承諾，學生會便決定在7月28日的校委會會議上圍堵有關人士。
港大學生會會長馮敬恩認為他們被人施以「制度暴力」，需要「捍衛港大」，又批評校委會有多名人士由香港行政長官梁振英委任；另一邊廂，校委會委員盧寵茂認為校委會有外界人士介入港大內部事務，對他們的部分言論表示非常反感。
7月1日，香港大學宣佈委任副校長（研究）譚廣亨為署理首席副校長，7月3日起生效。時任首席副校長錢大康於同日離任。譚廣亨繼續出任副校長（研究）一職，直至新任副校長（研究）賀子森於2015年9月1日履新。8月4日，馬斐森向全體教職員、學生及校友發電郵，稱按照7月28日校委會會議的決定，委任譚廣亨為暫委首席副校長，任期至新任首席副校長覆新。副校長（研究）一職暫時空出。
港大職員協會會長陳捷貴在7月7日播出的港台節目《視點31》時稱，陳文敏被捲入捐款風波，會影響到委任他為副校長的決定，所以需要「等埋首副」聽取其意見，並非毫無理據。陳捷貴又在節目中稱「我強調我不是那個council的成員，雖然我以前做過」「我做過校務委員會的成員」，但他實際上從未當過校委會成員。港大教師及職員會主席張星煒，去信港大校長馬斐森及校委會主席梁智鴻，投訴陳捷貴在節目中兩度聲稱自己曾任校委會成員。信中指出，陳捷貴2011年犯過相同錯誤，故質疑他並非不小心犯錯，而是有意作虛假陳述。張星煒提出陳捷貴應接受紀律處分，並要求港大對外澄清陳捷貴從未擔任校委會成員。陳捷貴在8月曾向張星煒發電郵，並將電郵副本抄送予馬斐森、梁智鴻及約五千名港大職員，承認自己上節目時因壓力說錯內容，當時其實是想說自己曾擔任校委會屬下的Condition of Service Committee及校長遴選委員會成員，之後亦已於報章撰文澄清。在電郵中他要求張星煒不要再「糾纏在這種指控上」，又稱「何必要步步進逼，造成對立，何堪煮豆燃萁」。張星煒認為電郵會令人覺得他是偽善的人、在校內製造不必要的衝突、惡意攻擊陳捷貴，還有對學術自由及大學自主被危及冷感等。9月1日，張星煒透過律師致函給陳捷貴，要求陳捷貴撤回言論、道歉及承諾不會再作出相關誹謗性言論，但陳捷貴拒絕。10月27日，張星煒（原告）入稟高院控告陳捷貴（被告）誹謗，要求法庭頒令禁制被告再作出該些誹謗言論，及賠償原告損失。案件編號為HCA 2479/2015。
7月27日，即校委會7月例會前一天，陳文敏接受《信報》訪問，首次證實於2014年12月已獲物色委員會確認為副校長（學術人事及資源）職位的人選，原定2015年3月中上任，合約條款都已談妥。他認為事件已拖延8個月，有強烈的政治干預的感覺。
7月27日，劉進圖在明報撰文，稱有親建制校委請了一位「重量級中間人」游說陳文敏，叫他在獲得任命後馬上請辭，而陳文敏不欲串謀造假便一口回絕。劉進圖稱在校委會會議舉行當天早上（6月30日），梁智鴻在一個私人會所進早餐，桌上放有一份校委名單，梁在名單上做記號。有身兼全國政協委員或建制派議員的校委輪番出現，與他討論箍票情況。劉進圖還指中聯辦和特區政府高層據說也有人參與其中。在確保獲得多數校委支持後，梁智鴻便提出押後副校長（學術及人事資源）任命的討論，等及首席副校長上任再決定。校委們將此付諸表決，通過押後討論，從而架空了馬斐森。梁智鴻當日接受傳媒訪問，表示絕不接受無中生有的批評，指自己擔任公職40年，做事光明正大，「做任何事會自己去做，不會找人去做」。他又透過港大發聲明，指部分文章針對他作無中生有的指控，感極度遺憾，並重申沒有經第三者向陳文敏游說或討論副校長任命一事。7月29日，陳文敏在商台節目表示知道有校委會成員安排「中間人」接觸他，有關「中間人」曾不只一次對他勸退。陳文敏沒有透露該人身份，僅說兩人認識多年。他指該校委會委員並非李國章。
7月28日，即在校委會舉行例會的同一日，港大校友關注組在報章刊登聯署聲明，要求校委會盡快確認副校長物色委員會之建議，以及呼籲取消行政長官兼任校監的制度，或只保留校監的禮儀角色。聯署在7月12日發起，以網上形式進行。參與聯署者包括超過1500名校友、900多名公眾人士及21個團體。

## 衝突

### 經過

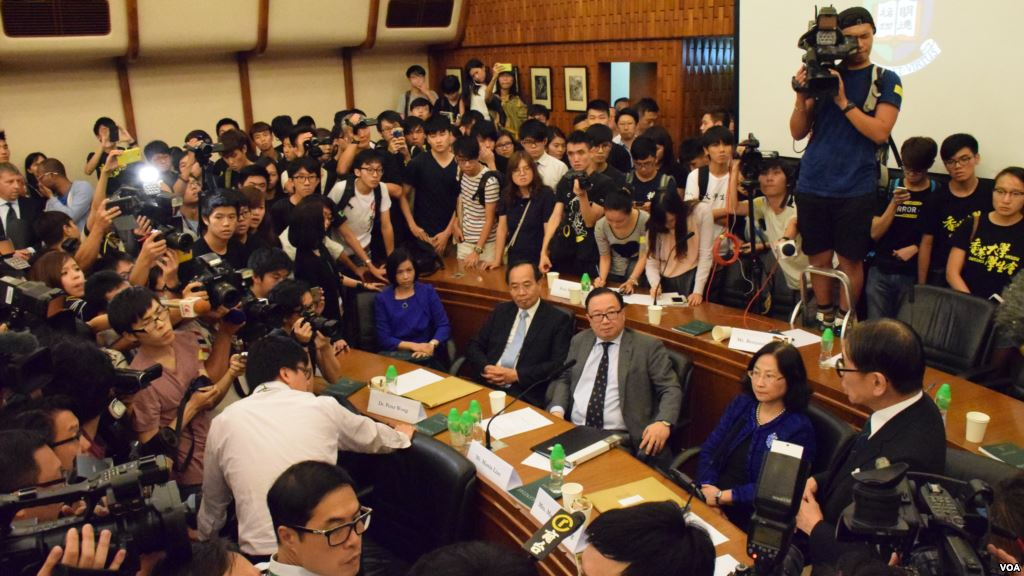
在事件中衝入會議場地的示威者

7月28日，港大校委會在下午約5時進行會議，討論副校長任命等議題。當天，約70名來自港大和其他學府的學生在會議室外聚集，亦有校友和其他公眾人士在大樓地下舉行集會；另一群立場相反的公眾人士亦舉行集會，雙方互相指罵，並發生推撞事件。

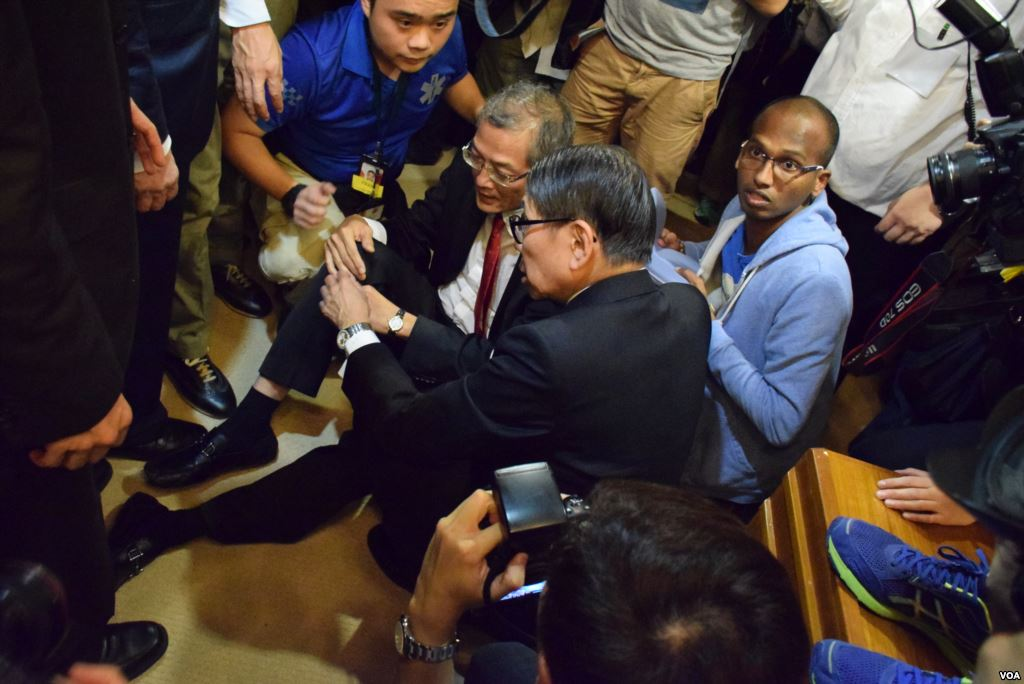
倒臥地上的盧寵茂

結果，校委以暗票形式表決副校長任命事項，以12比8維持「等埋首席副校長」的決定。在9時20分左右，身為校委會成員的馮敬恩以步出會議廳，聲稱要上洗手間；返回會議室時，在會議室外聚集的示威者突然衝進室內，並大叫「記者行開」，馮敬恩據說有配合示威者的行動。衝進會議室的示威者數量有爭議，有報章指40至50名示威者闖進會議室，亦有報導認為示威者有大約100人。進入會議室後，示威者要求梁智鴻解釋押後委任的原因，大叫「委任副校長，毋須等候首席副校長」、「制度失敗，同學自救」等口號，又指責校委會成員李國章「可恥」；現場情況混亂，示威者高聲呼叫，亦有人站在桌上說粗言。
多名校委會成員打算離開現場，但有示威者要求他們返回座位，接受質詢；其後，盧寵茂試圖離開現場未果，其後倒臥地上，用手抱著膝蓋。一些身兼醫生的校委會成員想幫助倒地的盧寵茂，但示威者拒絕讓出通道，認為其他校委會成員可能會趁機離開；曾任港大學生會會長的梁麗幗要求委員立即回到座位上，聲稱示威者會在委員就座後讓路，讓醫學界的校委會成員袁國勇察看盧寵茂的情況。其後，李國章、梁智鴻和袁國勇三人為盧寵茂提供治理，盧寵茂亦能夠行動，最後由救護車送院；期間，有人試圖阻撓盧寵茂登上救護車，亦有人向他投擲水瓶。
校委會成員劉麥嘉軒成功離開會議室，但在停車場被示威者阻塞去路近半小時，她遭到示威者辱罵，更被人要求下跪道歉；停車場內非常悶熱，劉麥嘉軒向保安員表示不適，對方便通知救護車到場。當時，香港立法會議員余若薇亦在現場，她曾向劉麥嘉軒高呼「可恥」；據余若薇所稱，身為醫生的議員郭家麒曾主動向劉麥嘉軒提供協助，但遭警員拒絕。到場保護劉麥嘉軒的港大人員高永賢聲稱遭到襲擊，他的外套被人弄破，手臂上有一道長約五厘米的抓痕。

### 後續
馮敬恩認為港大校委會多次拖延任命事宜，難以維護大學的利益，聲言日後將衝擊將來校委會的每一次會議。衝擊事件翌日，馮敬恩在接受電台主持以電話隔空訪問時，表示當時上廁所是正常生理需要，同學的行動是自發決定，否認裡應外合。
在衝突中倒地的盧寵茂事後表示自己右膝「撞到一些東西」，他的右膝在兩年前因意外致粉碎性骨折，現需要接受物理治療；盧寵茂表示無從判斷被甚麼撞倒，又批評阻撓他送院的行為。案件列作「普通襲擊」及「聲稱襲擊」處理，由西區重案組跟進。盧寵茂為此提供相關資料，但否認是自己報警；一些人以足球術語「插水」形容盧寵茂倒地一事，他表示會「思考下次跌倒時的做法」。盧寵茂倒地的姿勢引來網民的二次創作，有人比較他倒地和足球員跌倒的圖片，又有人把盧寵茂倒地的圖片與藝人肖像合成；兩所香港企業分別以修改後的盧寵茂倒地相片作宣傳，但其後刪除了有關帖子。
校委會研究生代表Aloysius Wilfred Raj Arokiaraj在會後向記者派發辭任聲明，他稱在7月3日時已提出請辭，理由是校委會於6月30日例會通過的決議「不符合我們對國際級大學的預期標準」。他在聲明中又稱有兩個群體向大學施壓，並且有人叫他跟隊投票，以反映其代表的組別取態。此外，Arokiaraj致函南華早報，表示不同意校委會的某些決定，但校委會成員有共同責任去尊重該些決定。他對衝突表示難過，認為表達意見的人不該被憤怒沖昏頭腦，應尊重其他意見不同的人。
2015年7月31日，袁國勇決定辭去校務委員的職位，認為自己沒能力領導港大向正確方向前進，也不能轉化矛盾，倒不如專注於學術研究工作；他否認受到壓力，又強調自己不是因早前的示威而辭職。
雖然兩人已正式提出請辭，但校方未能隨即進行補選，因此他們會留任至新委員上任。
不同報章均有報道，身兼物色委員會主席的馬斐森在7月28日的校委會會議時透露，首席副校長一職原有四名人選，但近期有兩人退出。有意見認為這與副校風波鬧大有關。
8月3日，《人民日報海外版》發表署名文章，批評學生衝擊佔領校委會，指這些「激進學生」之所以會無法無天和完全失去理智，一是因為思維偏激，二是因為反對派「洗腦」、煽動和教唆，三是因為以往同類案例判罰毫無阻嚇力。文章重點指出，整件事的核心只有一個，就是捲入“佔中”醜聞的陳文敏應否被委任副校長。文章批評陳文敏未為佔中捐款風波問責，指「當有人造謠稱校委李國章找中間人勸退他，陳文敏保持沉默，直至衝擊事件發生後，李國章要求造謠者指出人名，陳文敏才公開作出糾正」，並稱反對派欲把陳文敏「捧」成港大副校長。文章亦點名批評公民黨，說以該黨為首的反對派，以「捍衛大學自主」為名，粗暴破壞大學自主。文末斷言，即使陳文敏當上了副校長，只要在任一天，「爭議與質疑就不可能停止」，並稱陳文敏若真的如其所言的「不看重」是否被委任，那麼「以退为进，退出候选，是维护港大、维护社会共识的最佳选择」。

### 各方意見

#### 涉事人員的觀點
港大學生會會長馮敬恩就示威者行動沒有實質成果而表示遺憾，又認為示威學生的行動是「以武制暴」；他批評校委會沒有聽取學生的意見，認為示威者是遭受「制度暴力」後才有此行動。香港大學校長馬斐森認為示威者的行動破壞規定，梁智鴻表示對衝擊感不快，盧寵茂批評涉事學生無法無天，李國章則指示威者包圍校委會成員的場面像文化大革命。

#### 大學內部的觀點
香港大學十位學院院長發聯合聲明，呼籲校內及校外學術自由及院校自主的原則，稱「不能縱容任何企圖擾亂大學正常運作的不文明行為」，並敦促各方以大學利益為首要，尋找讓大學向前邁進的共識。

#### 外界評論
香港教育局對這場衝突表示譴責，認為衝擊校委會會議的做法妨礙了大學最高機構的正常運作，籲勿向校委會施加壓力。香港教育工作者聯會批評示威者的行徑不文明，違反尊師重道的精神，不是大學生應有的舉措，希望校方能追究肇事者的責任；香港教育專業人員協會則認為此爭議是緣於校委會的無理決定，希望校委會成員能更主動地回應質疑。
身為港大校董的立法會議員鍾樹根認為示威學生的行為是「港大之恥」，批評他們試圖用暴力迫使他人就範，不是讀書人的行為；另一名議員葉劉淑儀形容衝擊行為「很過分」，認為學生在表達意見時應尊重校委會程序和會議秩序。立法會議員梁國雄認為學生的衝擊行動是因為校委會「不義」，形容他們的行為「相當溫和」；議員葉建源對校委會予以譴責，認為校委會是「混亂的根源」。
一批港大校友發起聯署運動，強烈譴責涉事的學生和校友，形容他們的行為暴力和破壞法紀，是「粗暴干預校委會決定」，強烈要求校長馬斐森嚴肅處理示威學生的行為；兒科醫生李家仁表示自己有參與聯署，又在社交網站上轉載此聯署的連結，呼籲他人參加。
香港青年聯會訪問1,078名青年對此事的觀點，其中有52.3%的受訪者不認同衝擊行為，45.7%受訪者認為學生在事件中的做法違反校規，44.5%受訪者認為他們的行為有違法之嫌。

#### 對警方介入事件的意見
衝突當天，校園外有六輛警車戒備，事發時亦有警員進入校內，保護校委會成員；馮敬恩對警方進入校園予以強烈譴責，反問校方是否有從香港大學百周年校慶典禮保安爭議上汲取教訓。此外，馬斐森向港大全體師生發送電郵，就警方進入校園一事表示遺憾，但馬斐森的言論遭到多名校委反對。在衝突中倒地的盧寵茂認為，部分示威者在是次衝突中干犯刑事罪行，有多名校委會成員的人身安全遭受威脅，校方應報警；盧寵茂又把校方的處理手法與基真小學女童墮樓事件相提並論。另一名校委會成員劉麥嘉軒亦認為校方宜及早報警。

## 校委會8月例會
在校委會即將再開會前，陳文敏接受有線新聞專訪，首次證實是校委會主席梁智鴻游說他申請副校長一職，以及表明自己不會退出。他又證實由年初起已有人勸他退選，而當被問及有沒有政府人士勸退時，他稱「不知道有沒有，所以我不能答有，亦不能夠答沒有」。他期望校委會能盡快作決定，表示自己不著重能否當上副校長，但這是一個機會讓港大證明他們沒有受到政治壓力。
8月25日，校委會舉行例會，校方以保安理由把會議場地從本部校園鈕魯詩樓，移師至位於沙宣道的香港賽馬會跨學科研究大樓。在場的保安明顯加強，大樓外圍更架起鐵馬。有逾30名保安及逾10名警員於沙宣道兩旁維持秩序，校方規定傳媒及學生只能進入劃定的採訪區及示威區，進場人士需讓保安員在入口檢查證件。會後，梁智鴻向傳媒表示，由於在不久的將來不太可能找到首席副校長的適合人選，校委會決定在9月例會再商議副校長任命。他透露，會議討論了陳文敏和戴耀廷關於捐款風波的審計報告，校委會接納了由港大管理層組成的中央管理小組所給出的建議，但梁沒有說明這些建議為何。會上有校委會成員關注7月28日的衝擊事件，梁智鴻透露校委會決定作出跟進，若涉及刑事成分便會報警，唯沒有說明會否針對學生。
明報的偵查報道引述消息人士稱，梁智鴻曾在會上出示一份《學苑》即時新聞報道的打印本，說有校委以該報道作為證據，指控馮敬恩泄密，違反保密原則。馮敬恩獲悉指控後，一度表示要考慮一會再回答，其他校委也認為他毋須即時回應，最終要求他以書面形式回應，但沒有說明期限。緣由是港大《學苑》即時新聞facebook專頁當晚曾發布消息，稱「學生會會長馮敬恩指」，他提出要求立刻討論副校長任命的議案，以8票支持、12票反對而被否決。學苑方面回覆記者時，稱當日有在場的人對學苑記者這樣說，由於情況混亂，故未向馮本人確認消息，作出了有關報道。
據偵查報道所述，明報還取得2004年2月、2014年11月及2015年8月版本的港大校委守則文件。2004年版守則規定校委會委員「一般應將」（normally necessary）校委會議程、輔助文件及會議紀錄保密，2014年版守則將用字改為「應將」（it is necessary to），而2015年版守則再改為「絕對應將」（it is absolutely necessary to）。2015年版守則亦在保密條款增加數項規定，包括：規定新委員需簽署託管及保密條款，並每年重簽一次；把校委會文件按保密程度分類，限制允許傳閱給什麼人；會議的任何討論均屬秘密，校委會如需要向公眾解釋決定，一般由校委會主席任發言人，或委任另一名校方代表負責。而在未得校委會或主席批准下，其他委員不得以任何形式透露會議資料。據明報對2014年版和2015年版守則的比較，新守則只修訂了保密條款部分。梁智鴻回覆時表示委員認為會議需有坦誠討論，因此保密非常重要。他又稱不時會更新保密守則，並在網上公佈。
8月28日，立法會議員田北俊在商台節目上聲稱政府和中聯辦都有人曾經游說港大校務委員，他感覺政府在干預大學運作，梁振英在港大任命副校長一事上「過度有為」。特區政府發言人發聲明表示田北俊的指控毫無根據，對此深表遺憾。
9月1日，香港大學畢業生議會因早前收到會員要求，按照規程召開特別會議。會議在香港會議展覽中心舉行，共審議6個議案。這是港大畢業生議會自1985年以來，第一次舉行特別會議。議會委託香港立信德豪會計師事務所有限公司（BDO Limited）進行獨立點票。議會的會員人數為162,000，而是次會議共收到9298張合資格票。
「港大校友關注組」共提出五項無約束力議案，均獲逾7500張支持票，即過半數通過。這五項議案為：
- 2A：議會認為，港大校委會應該按照既定程序和先例，在30天內確認物色委員會推薦的副校長（學術人力資源）人選；若不，則應以書面形式向議會及公眾說明其延後理由及決定。
- 2B：議會認為，應該修改香港大學條例以及所有相應條文，包括大學的條例和規定，以使行政長官不得擔任香港大學的校監和首席人員。
- 2C：議會認為，在議案(b)不獲通過的情況下，應該修改香港大學條例以及所有相應條文，包括大學的條例和規例，以使行政長官擔任校監一職只屬禮儀性質。
- 2D：議會應該成立一個工作小組去處理議案(b)和/或(c)的落實事宜。
- 4：港大校委會的職位必須由其教職員、非教職員員工以及學生所接受的人選出任。

「支持十大院長聲明校友組」提出的議案被否決，其主要內容為：就香港大學十位學院院長於2015年7月30日發表的聯合聲明，議會持有類似看法，支持及贊同該聯合聲明。這項議案獲1814票支持，3809票反對，1537票棄權，即支持度不足兩成。
港大畢業生議會主席溫頌安表示，會將投票結果交予校方，但無約束力。記者問及是否對校委會施壓，溫頌安則稱不能代校委會回答，「人生在世有好多壓力，怎樣處理是個人問題」。他表示，議會將於一至兩個月內，成立工作小組跟進事件。

## 否決

### 經過
9月29日，校委會舉行例會，以12比8暗票否決委任陳文敏為副校長。
校委會主席梁智鴻稱，否決是基於大學的長遠及最佳利益。他又表示，基於保密原則、當事人私隱、港大人事政策，不會公佈討論細節。校委本科代表，學生會會長馮敬恩事後開記者會，披露校委討論內容。梁智鴻譴責馮敬恩披露討論內容，無視保密原則。
根據馮敬恩所稱，校委發言內容包括：
- 李國章會上指出陳文敏無博士學位，亦質疑為何部份政黨支持陳文敏，又認為陳文敏當年出任法律學院院長，只因陳是好人（nice guy），而非因學術成就。李國章其後回應，不承認亦不否認有否質疑陳沒有博士學位，斥馮是大話精，言論不可信。（陳文敏於商台節目回應，法律界中，博士學位從來不是重要標準，哈佛、劍橋（法律學院）亦出現過院長沒有博士學位，香港終審法院亦無一法官有博士學位。2003年，陳文敏獲委任為全港唯一名譽資深大律師。陳文敏認為，李國章不清楚法律界的要求。[101]）
- 紀文鳳、梁高美懿、洪丕正三人認為，未獲委任前，陳就高調提及自己是唯一候選人，操守有問題。馮敬恩又說，紀文鳳、洪丕正二人發言，以大公司招聘角度，若應徵者獲聘前高調表露身分，必不獲錄用。（陳文敏電台回應，去年11月最先披露(候選人)的是文匯報，他不知道有多少高層任命會由文匯率先披露，廣泛報道。[101]）
- 王䓪鳴指，陳文敏擔任副校長會令港大進一步分裂。（陳文敏電台回應，不知道是港大為陳文敏而分裂，還是因為校委處理問題而分裂。他看不到自己有能耐令港大分裂。[101]）
- 盧寵茂認為陳文敏學術水平未乎標準，研究成績連助理教授都不如，另外盧寵茂又說他跌倒後，陳文敏沒有慰問（show sympathy）。（陳文敏電台回應，他不知道問候人也是（委任）準則。他問日後港大如何維持國際聲譽，聘請高層時原來要問候、慰問人才能做，如何令人信服該聘任。[101]）
- 廖長江引述 Google Scholar 搜尋結果，指陳的文章在過去五年衹被搜尋四次。
- 陳坤耀質疑陳文敏的資歷不及其他副校長，不夠資格處理其他博士學位人士的應徵。（陳坤耀否認曾發表有關意見。[100]）

馮敬恩還表示，根據會上各校委的發言，很有理由相信投贊成票的是馬斐森校長、郭新教授、袁國勇醫生、張祺忠博士、吳國恩先生及研究生代表Aloysius Wilfred Raj Arokiaraj、他本人，以及另外一名校委，而其他都投了反對票。
消息人士向明報表示，馮敬恩所披露的各校委發言內容，除陳坤耀之外皆正確。

### 各方意見
港大校長馬斐森因為管理團隊未齊人，為結果掃興。較早於八月四日時，馬斐森受訪，認為他和其他支持委任陳文敏人士，所受政治壓力有人幕後策劃。之前他私人電郵戶口受駭客入侵，內容外洩至親北京媒體，以致無法否定事件幕後是北京政府。
港大學生會與港大校友關注組均要求，校委會主席梁智鴻與12位投反對票的校委就事件辭職。梁智鴻表示，自己作為主席處事公正，看不到理由請辭。另一方面，馮敬恩違反保密協議的做法引發爭議，他回應指自己的權力來源是港大學生，其他校委無權將學生代表逐出校委會。他又認為梁智鴻作為校委會唯一發言人，拒絕向公眾解釋否決任命的決定及背後理據，不符校委守則，應該辭職。
三名國際法律學者受南華日報訪問時，推舉陳文敏為傑出律師、國際卓越學者。前港大法律學院榮譽教授佳日思認為否決理據虛謬，校委會有失體面。他說世上部分頂級法律教授都沒有博士學位，以此理由去否決陳的任命，實屬荒謬。佳日思曾和陳合著、合編兩本書，佳日思形容兩本書都受歡迎，引起大量討論。他又指出陳推動法律改革，貢獻廣為人知。他更斥責校委會，用卑鄙招數去取悅中國政府。他形容校委會已損害港大學術自由，對香港其他院校破壞同樣深遠。國際憲法協會榮休會長 Cheryl Saunders 表示，陳的著書、論文見於上乘的出版社，陳堪稱香港公法泰斗。她又指出，很多資深公法學者都只發表重要書籍，而無攻讀博士學位，但亦勝任去指導其他博士生。對於廖長江據稱曾提及陳的 Google Scholar 搜尋次數，Saunders 說自己未曾在 Google Scholar 搜尋別人的學術著作，難以理解廖長江的說法。前港大法律學院講座教授Anthony Carty則撰文批評陳文敏對學術自由有獨特理解（understands academic freedom specifically），大學員工和學生的政治活動就算違法，只要不影響到大學內部便不過問，使得這對大學員工而言，意味著大學可作為這類活動的庇護和發起場所。
港大法律學院於10月5日發聲明，反駁校委於9月29日會議上對陳文敏的「不公評價」，指陳文敏是獲國際學界認可的優秀法律學者，並非全因「好人」才擔任院長，而是「基於其願景、領導才能、操守及對法律教育的熱情」，並稱「我們曾有幸得他掌舵」。聲明引述了佳日思主動去信該院的內容，對方提到校委會否決任命一事令他感震驚，並認為陳文敏「沒有博士學位而未能勝任副校長一職」的說法是荒誕的。
另有報道指出，《壹週刊》在2003年時為陳文敏作過一次專訪，陳當時已透露沒有博士學位的原因。據專訪內容，陳文敏說他曾在1988年（任教港大3年後）赴倫敦政治經濟學院修讀博士學位，後來港大的進修假期結束，論文導師又被委任為海牙國際法庭法官，他因時間因素而未有修畢學位。回港後他遇上香港回歸前種種迫切的課題，故決定「與其在極其狹窄與學術的題目上花時間，不如就社會上的法律問題撰文」。他稱「說到底，當你事業到達某一階段，一個博士學位已不算什麼。再去追逐，那只是一個滿足自己的奢侈品。」
9月30日，范徐麗泰被傳媒追問時，反問記者「名譽咩話？」「名譽資深大律師係咩嚟㗎呢？名譽資深大律師係咪即係大律師吖？大律師係乜嘢叫大律師吖？大律師係學術嘅學歷咩？」。
10月2日，屈穎妍撰文批評馮敬恩揭露校委會會議內容，稱馮只是現在身處大學，「沒人敢動你，暫時死不了」，又問道哪個僱主「會請這樣一個計時炸彈在身邊」。言論引來爭議。
10月4日，港大教育學院副教授李輝在《城市論壇》上稱，按馮敬恩的披露內容，陳文敏論文「唔夠班」，引用率很低。他說根據「學術界全球最權威」的影響因子計算，陳文敏從事高等教育21年，每年平均的數字是「0.0038」，而教歷15年的李輝本人，平均每年有「0.05」。他由此總結指自己是陳文敏的「200倍」，故此有校委說陳文敏連「助理教授」也不能擔任。李輝的這番見解引起熱論，有一些學者批其錯用「影響因子」、無知。
李天命在其於明報的討論區發帖，揶揄馮敬恩說謊，又寫了段順口溜加以調侃。言論引來爭議。

## 反應及後續

### 相關示威及批評
法政匯思召集人任建峰在其facebook個人專頁發起「#我問候盧寵茂行動」，籲網民在facebook寫下對盧寵茂的問候訊息，再加上該主題標籤，「合力問候」盧寵茂。網民短時間內大量轉載及留言。任建峰表示曾多次強調及呼籲行動「以愛為先」，不過群組內依然有大量人身攻擊的用語。盧寵茂10月1日時向傳媒表示，截至當日其港大電郵已收到逾2000封「問候信」，不少信件均夾雜粗口字句。他於同日晚上發聲明，不點名指馮敬恩片面表述會議內容，斷章取義，並遺憾某些人借題發揮，發動網上攻擊。他又列出四點自陳心跡。
10月4日，有港大校友於香港大學校內發起黑衣靜坐，以表示不滿校委會否決陳文敏出任副校長。約有百名人士到場。
10月6日，四名港大學者在香港大學校內發起「捍衞港大自主靜默遊行」。遊行約於中午12時45分開始，由百周年校園起步，遊行到中山廣場的樓梯，沿途保持靜默。大會宣布有2000名師生和校友參與。當中大部分人均穿上黑衣，其中有20多名教授穿上學術袍，以顯捍衛學術自由的決心。
10月8日，20多名學者於香港大學召開記者會，宣佈成立「學術自由學者聯盟」，發起人表示當前有逾60名來自各大專院校的學者參加聯盟。他們批評港大校委會以「聳人聽聞」的理由，否決陳文敏的任命，指這次風波敲響學術自由的喪鐘。聯盟的功能會包括檢視大學管治及學術自由問題、研判懷疑侵犯學術自由的個案等。
南華早報於10月9日報導，梁振英和馬斐森曾於9月29日一或數週前（weeks before），即在校委會否決陳文敏任命前，至少會面過一次。梁智鴻與馬斐森在10月10日經港大發言人作出聲明，表示兩人均認為不該評論任何閉門會議或討論，但鑒於近日揣測及可能的不必要誤會，因此聲明在與校監梁振英的會面中，從未曾觸及港大（學術人力資源）副校長任命事宜。其後中文版聲明被修改，將陳述改為「從來未有討論過港大副校長任命」。梁振英稱報道提到的日期不具體，無從回應。他強調自己沒有與馬斐森討論過港大副校長任命問題，亦從來沒有干預有關遴選問題。
10月9日，香港政府刊憲，宣佈梁振英委任陳曼琪、何君堯等五人為嶺南大學新任校董會成員。陳曼琪、何君堯被認為持反佔中立場。10月19日，嶺南大學學生會發起圍堵校董會會議場地，要求與校董對話，討論廢除特首校監必然制等三項訴求。文匯報指這是「大學生衝擊校董會再現」。

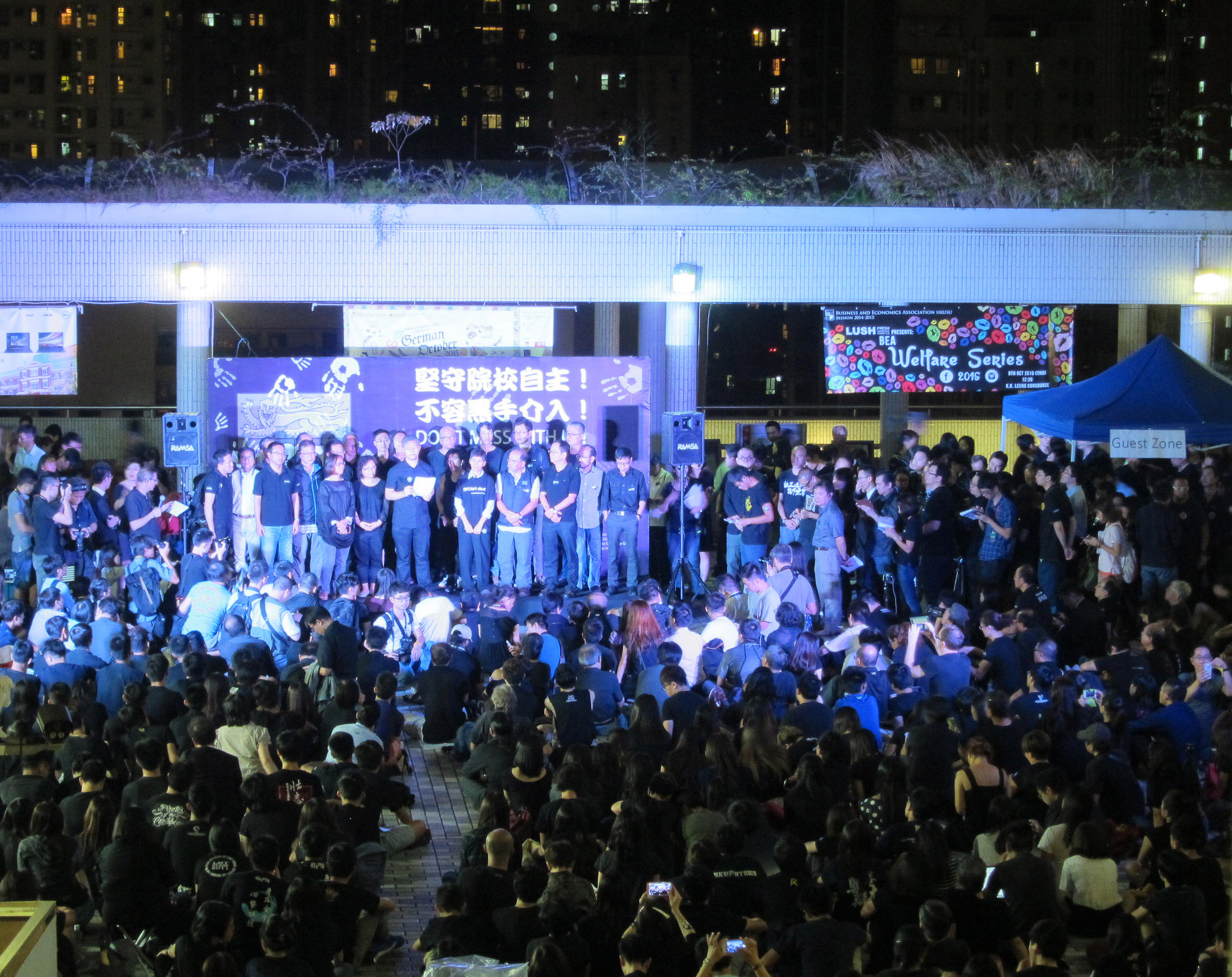
10月9日時的集會現場

10月9日，香港大學學生會、港大校友關注組、香港大學教師及職員會及18個進步專業團體，在徬晚6時左右於香港大學圖書館對出的中山廣場舉行黑衣集會，主題是「堅守院校自主，不容黑手介入」。大會表示有四千人出席。集會分為多個環節，有多名港大畢業生及教師上台發言，出席者包括明報前總編輯劉進圖、記協主席岑倚蘭、填詞人林夕及商台首席智囊陳志雲等人。梁智鴻曾被邀請出席論壇，解釋否決任命陳文敏的理據。梁智鴻則回覆基於保密理由拒絕出席。

### 校委會代表補選
10月19日至10月23日，香港大學舉行校委會研究生代表的補選。這次選舉沿用以往網上投票的方式，但有碩士和研究生關注組質疑是違反了校委會根據《香港大學條例》和規程制定的規例，沒有遵從「秘密投票」和實體投票站的方式進行選舉。多個關注組擔心這會間接變成「記名投票」，而且校方無法核查投票者身份，或會導致種票。有關注組在補選的第一天便向校方遞信，抗議相關事宜，並要求中止選舉、依法重啟程序。投票結果在23日公佈，總投票數為345。來自中國大陸的研究生會會長朱科以274票當選，任期由10月24日開始，為期一年。另一名候選人，為碩士生的英皇教育補習導師麥穎文落選。有《信報》政情專欄文章指出，兩人都曾參與建制派的活動，與建制派關係密切。

### 校委會再舉行會議
10月27日，港大校委會再次舉行會議，是主席梁智鴻在任期將屆滿前最後一次主持例會，會上討論了對涉及捐款風波之教職員的處分，以及對馮敬恩就違反保密協議一事的處分。據馮敬恩稱，校委會在討論到關於保密慣例的議程時，各校委成員認為此事與他有利益衝突，因此通過一個議案請其先離開。他對這段時間的討論內容概不知情。在這個議程的討論結束後，他再進入會議。會後，梁智鴻向傳媒表示，馮敬恩曾要求有更多時間後諮詢法律意見，再回應泄密事件，但未有承諾遵守保密協定。校委會雖答允給予馮更多時間去諮詢法律意見，並維持馮的校委會成員身份，但決定暫時不讓馮參與「保留項目」的討論。校委會期望馮能在下次會議交代兩度違反保密協議的事宜。梁智鴻又表示，校委會將詳細調查早前的消息泄漏事件。馮敬恩不滿校委會的決定，公開向梁智鴻質問做法是否「未審先判」，梁僅重申馮仍為校委會成員。馮敬恩其後在記者會表示，校委會在他沒有得到法律諮詢和作出辯解的情況下，對他作出處分。他指出，校委會的決定使師生喪失知情權，在即將討論的港大深圳醫院項目、「佔中」事件捐款風波，師生對校委會的監察權力會被削弱。他又指出新一任的校委會主席或會把議程定為「保留項目」，藉以排除異見者。

### 校內公投
10月26日至10月30日，香港大學學生會舉行校內公投，學生可就兩項對校方無約束力議案投贊成或反對票。第一號議案為「香港大學校務委員會主席必須由教師、職員及學生接受的人選出任」；第二號議案為「李國章不適合在香港大學管治架構擔任任何職位」。這次公投有5353名同學投票，投票率約為33.2%，超過法定要求的10%，因此投票結果有效。兩項議案均有9成支持票，獲得通過，其內容會成為學生會立場。11月2日，港大學生會發聲明，要求梁振英正視投票結果，又促請李國章立即辭任校務委員。

### 拘捕行動
馮敬恩於2016年7月20日晚上在荃灣梨木樹邨的家中被警方拘捕，被指於衝擊校委會一事中刑事恐嚇、刑事毀壞、在公眾地方行為不檢和企圖強行進入。時任港大學生會會長孫曉嵐及港大教師及職員會主席張星煒等人不滿及譴責校方促成政府起訴學生的做法。然而，案件在兩日後於東區裁判法院提堂時，裁判官質疑律政司提出的指控是否適當，而警方以不同性質的罪名作交替檢控亦受時任立法會議員兼大律師梁家傑及民間人權陣線召集人岑子質疑。
2017年7月，馮敬恩和李峰琦被判罪成。裁判官一度將兩人還押等待判刑，兩人求情後才能保釋。最終，馮敬恩被判240小時社會服務令，李峰琦則被判200小時社會服務令。

## 錄音外洩
10月28日早上，商台節目《在晴朗的一天出發》披露港大校委會9月29日會議時李國章的一段發言錄音，內容包括：
- 稱法律學院院長由院長推選，所以要當院長只需做「一個好人」（nice guy）。他指堂弟李國能也是推薦陳文敏當院長的其中一人，而且說過陳文敏是個「非常非常好的人」（very very nice guy）。
- 質疑陳文敏沒博士學位，反觀其他推薦人則有法學博士學位。他稱陳文敏要麼沒嘗試過、太忙，或是不覺得博士學位重要，但就質疑這會否使得他日後在處理教授晉升時，不能給出誠實、獨立和客觀的意見。
- 自稱在副校長任命上無受到壓力。他提到文匯報和大公報刊出數百篇反對陳文敏的文章，但認為多數人對左報持負面看法，這些報紙說得越多只會令人更反感。他反指有些政黨有組織地推舉陳文敏，形容就像是把陳文敏當成「黨委書記」安插在港大，而政治爭議使他對陳文敏這候選人感到非常不舒服及難以處理。

就此錄音，陳文敏於下午逐點回駁，批評李國章的言論質素及表現，質疑他能否勝任校委會成員一職。《有線新聞》報道指，李國章在回應時說沒聽過錄音，但證實曾質疑陳文敏沒有博士學位及好人能擔任院長。他強調自己光明正大、有道理，指錄音的人簽了保密協議的人卻反口，是誠信及人格有問題。他指出這些是支持陳文敏的人，可看出政黨有否在背後同流合污、做卑鄙手段，著香港人自己判斷。對於錄音內容與馮敬恩的版本吻合，李國章回應指先前批評馮敬恩是「大話精」，不是針對他引述的內容，而是針對他開會時答應保密，卻事後反口。
校委會主席梁智鴻發表聲明，對於會議機密內容懷疑被偷錄，表示感到非常震驚。他指該等行為是嚴重違反保密原則及侵犯個人私隱。身為校委會主席，他對此予以強烈譴責。聲明又提到港大會盡全力調查事件，就此報警求助，以及尋求法律意見。警方發言人在晚上證實，接獲一院校職員報案，指懷疑院校一個會議的內容遭公開，案件交由西區重案組跟進。港大法律學院首席講師張達明認為事件不涉刑事成分，報警有點浪費警力。
教育局在晚上八時許發聲明，對港大校委會會議的機密內容懷疑被偷錄並在傳媒公開，予以強烈譴責。聲明指出院校自主是香港社會的重要價值，政府不會認同任何破壞保密制度以達到其他目的的行為。
10月29日，馬斐森在接受傳媒採訪時表示同意校委會報警，認為有需要調查是否存在竊聽行為，而校委會只是交由警方決定如何調查，說浪費警力並不公允。他指出在香港及港大，不尊重保密制的情況已達致可怕地步，類似事件在近年不斷發生，比如教資會研究報告外洩一事。他說違反保密原則的情況在馮敬恩擔任校委前已出現，因此並非針對個人。
同日，商台《在晴朗的一天出發》再披露一段紀文鳳於校委會會議的發言錄音。在錄音中，紀文鳳稱自己作為企業CEO和僱主已有三十年之久，面試過及僱用過數以百計的人，但從未遇過在應聘過程中這樣公開和不顧一切地談論其可能取得職位的人物。她不點名指出陳文敏實際上已違反保密原則。她更指其做法「過火」（gone too far），製造爭議，利用外部和內部力量，「直接或間接地游說、預先表明、脅逼、恐嚇、偽造」（directly or indirectly to lobby, pre-claim, coerce, intimidate, fabricate），有時甚至威嚇（threaten）校委會成員去通過他的任命。她以自己被某份報章指摘拖延任命為例，說明這只是眾多事件之一，而這些手段都非常嚴重地干預了大學事務。她稱由於對該名推薦候選人（即陳文敏）的誠信非常有保留，所以不接受這個推薦。
10月30日，香港政府刊憲，以「後補公告」形式宣佈新委任港大畢業生議會副主席及精算師潘燊昌、信和集團執行董事黃永光、市區重建局非執行董事周光暉，並再委任紀文鳳為香港大學校務委員，四人任期均是由11月7日起，為期三年。其中黃永光持反佔中立場，並出任香港青少年軍總會的總監；周光暉曾在專欄撰文呼應劉遵義批評學生衝擊校委會會議之文章，指劉用「被寵壞的小混蛋」屬文雅、客氣兼有愛心，稱「一句『小畜牲』、『禽獸』、moron或jerk便可了當，這是我說的」。
同日，紀文鳳發表聲明，對於會議的機密內容被公開感到非常震驚，形容是「道德淪亡」、「令人痛心」，指竊聽的人是以卑鄙、違法手段干預大學事務。她肯定自己在校委會會議中的討論，強調不帶政治動機。她稱會在接著三年克盡己任，繼續貢獻港大和香港。另一邊廂，陳文敏亦發表聲明，抨擊紀文鳳「妄顧事實」，把報章或他人評論當作他對校委會的「脅逼、恐嚇，偽造，甚至威嚇校委會成員」。他表示對這種誹謗行為感極度遺憾和不恥，會保留法律追究的權利。
港大向法庭作出申請，在傍晚取得法庭臨時禁制令，禁止商業電台及其他相關人士使用、發佈、披露香港大學校務委員會的資料，包括會議錄音、議程、會議檔案、會議紀錄及校務委員會的任何文件。李國章和紀文鳳的發言錄音在下午已從商台網站移除。商台表示，收到香港大學代表律師所發的律師信，在諮詢法律意見後，決定了從網上移除相關錄音聲帶檔案。商台重申捍衞言論自由、新聞自由及公眾知情權，並保護任何新聞資料來源。香港記者協會、香港攝影記者協會、香港電台節目製作人員工會、壹傳媒工會及明報職工協會當晚發表聯合聲明，指事件對言論自由和新聞自由均有負面影響。聲明指出有關錄音已廣為傳播，禁制令的作用只是唯獨剝奪香港人的知情權。10月31日，梁智鴻在接受採訪時承認，向法庭申請臨時禁制令是他的個人決定，事前未諮詢校委會成員。他認為作為校委會主席，他絕對有責任和權力維持港大和校委會的尊嚴，確保校委會的保密程序，讓會議能有效進行。
11月2日，香港大學入稟高等法院申請正式禁制令，原告為香港大學，被告分別為商業電台，以及任何取得、發布或打算發布校委會保密資料的知名或者不知名人士。入稟狀指，商台及有關人士違反保密責任，要求法庭頒下正式禁制令，禁止商台及相關人士使用、發布或披露任何校委會會議的相關資料，令港大成員包括職員、學生和校委身分曝光。法庭將案件排期於11月6日進行聆訊。7個新聞業團體，包括香港記者協會、香港攝影記者協會、香港電台節目製作人員工會、壹傳媒公會、明報職工協會、獨立評論人協會及大專新聞教育工作者聯席，在網上發起聯署，呼籲港大撤回禁制令。11月4日時又到港大呈交請願信，質疑臨時禁制令嚴重打擊言論及新聞自由。11月5日，高院提早開庭審議案件，主審法官林雲浩指港大與商台已達成協議。商台由大律師呂世杰代表，港大則由資深大律師施祺福（Clifford Smith）代表。庭上未有披露協議內容，但修改期間透露部份與公眾領域有關的細節。商台同意不再播放早前取得的兩段校委會會議錄音，以及不再披露任何校委會會議內容。另一方面，已存在於公眾領域的會議內容及資料，而來源並非商台的，商台可以再次發佈。公眾則不受此限制，可以轉載該兩段錄音。禁制令涵蓋所有過去、現在及將來的會議內容，法官曾指這情況屬「不尋常」，港大一方指這點待明日的禁制令聆訊處理。結果，港大針對商台的臨時禁制令獲解除。呂世杰在庭外表示，商台是在不承認任何責任的情況下，與港大達成同意令，並不代表是妥協。他強調商台捍衛新聞自由，又指商台公開兩段聲帶，目的是捍衛公眾知情權，以免公眾被誤導。有意見認為，商台的決定或與明年續牌有關。港大方面發新聞稿，表示申請禁制令的目的是要維護校委會的保密原則，而非挑戰傳媒。香港外國記者會發聲明，就禁制令對言論自由的影響表示深切關注，稱完全支持記協挑戰這對新聞採訪和報導的廣泛限制。
11月6日，法庭再審理針對第二被告、即相關洩密者的臨時禁制令。有五名獨立人士或團體申請加入訴訟，包括蘋果日報、記協、港大校友關注組召集人葉建源、港大學生會刊物《學苑》總編輯劉以正，以及一名港大學生。港大一方向法庭申請將聆訊押後28天進行，指有多方人士突然加入訴訟，且以往未要求以第二被告身份抗辯，要求法庭只處理有關修改早前頌下的禁制令內容，以釐清當中不清晰的部分。代表蘋果日報的資深大律師李柱銘作出反對，稱蘋果日報希望以第三被告身份加入訴訟，因禁制令範圍過廣，涵蓋將來所有港大的校委會議，認為有可能影響到傳媒將來的報導。李柱銘又指涉案錄音已公開，公眾已知道其內容，要求撤銷禁制令。代表港大校友關注組的資深大律師梁家傑指出，禁制令的申請人須向法官指出所有完整相關的事實，而港大在四大方面有所隱瞞。代表記協的大律師譚俊傑指，禁制令的延續會對新聞自由構成重大傷害。聽取各方陳詞後，林官拒絕撤銷針對第二被告的臨時禁制令，認為若如此會影響港大維護校委會的保密原則，而且按公平審訊原則，需給予港大機會回應各方論點，因此將案件押後再審。林官並決定延長臨時禁制令至11月24日，把禁制令內容修訂為禁制洩露由2015年6月30日起至當日的校委會會議內容，已進入公眾領域的內容則屬例外，包括商台較早前發佈的兩段涉案錄音、錄音謄本，以及馮敬恩於9月29日披露的會議內容。
同日，港大校委會主席梁智鴻的任期屆滿，政府未有在憲報公布繼任人選，港大校委會主席一職因而首度出現懸空。
立法會內務委員會以23票贊成及26票反對，否決由公民黨立法會議員毛孟靜提出，在下周三的立法會大會休會辯論港大禁發布校委會議內容與公眾知情權的關係。
11月8日，美國眾議院民主黨領袖佩洛西率領六名民主黨眾議員訪港，有泛民立法會議員在會面時向對方提及香港大學風波的學術自由問題。
同日傍晚，再有疑似9月29日校委會會議的錄音流出。有人在台灣網上討論區批踢踢發表題為「[爆卦] 今日香港，明日台灣？」的貼文，當中附有一個長達八分半鐘的音頻檔案，及據指是會議發言內容的英文逐字紀錄和中文譯本，發言者據指為王䓪鳴和馬斐森。貼文還提到近日兩岸領導人會面，說「就算是老共想要表達善意好了，但是共產黨的話可以相信？誰敢相信？香港血淋淋的例子擺在眼前」，指陳文敏因支持真普選而受打壓。接著指有人對政治干預學術的行為看不下去，「流傳出一份港大校委會討論陳文敏人事案的錄音翻譯文本，總算揭開了一些內幕」，並稱這是香港回歸後的重大事件，呼籲台灣人記取教訓。根據音檔，疑似王䓪鳴在會上稱，港大在過去兩年與香港一樣經歷很多爭議，分裂使得大學分散了注意力，無法放遠眼光。她表示曾希望新校長就任後能有平穩發展的策略，但沒有時間、沒有討論，受夠了政治議題主導一切及分裂大學。她認為陳文敏是名君子，但由於很多原因他未必適合該職位。由於存在爭議、陳文敏強烈的政治立場、進一步令社會分裂的潛在風險，她沒有信心接受這個人選。她期望未來的副校長能促成團結，而非讓其工作場所政治化，並建議另覓人選，總結道不能接受陳文敏的任命。馬斐森作出回應，同意對方就港大捲入香港這場分裂的分析，但不同意港大因風波而在發展策略層面停滯不前。他稱沒人想聽正面報導，每個人只對爭議有興趣，但港大有很多進展，並非停滯不前。其後王再回應該評論，強調她所說的是針對校委會，而每次校委會的討論都涉及該些爭議。她不樂見任何人造成進一步分裂，而希望看到能團結港大的潛在可能。她稱這就是她的論點。馮敬恩及另一消息人士證實聲帶確為9月29日校委會會議時的錄音。
11月12日，校委會舉行特別會議，討論日後會議安排及禁制令一事。委員互選梁高美懿為暫代主席主持這次會議，另一致通過由石禮謙暫任校委會發言人，負責向外界通報校委會事務、處理突發事件及制定會議議程。其職權包括就禁制令案件向律師提供指示。校委會亦追認了梁智鴻向法庭申請臨時禁制令的決定。石禮謙在會後表示，校委會支持梁智鴻的決定，認為是合情、合理、合法。
11月9日至11月13日，港大校友關注組聯同香港大學教師及職員會在校內舉行投票，投票對象為本科生、研究生及教職員，可就三項議案表態。結果在港大35000多名師生中，有近2500人參與投票。當中九成七人（2386票贊成）對校委會否決物色委員會就副校長的推薦人選而沒有提供合理理由，表示遺憾。九成人（2222票贊成）對時任校委會主席梁智鴻及否決推薦人選的12名校委表示不信任。在有份投票的研究生及教職員中，九成五人（719票贊成）認為李國章不適合出任校委會主席。
在美國時間11月18日，美中經濟暨安全檢討委員會公佈了提交美国国会的年度報告書，當中有關香港的部分提及港大副校爭議。委員會認為，是次爭議只是北京方面干預香港學術界的其中一例。
11月19日，校委會教職員代表選舉結果公佈，當選者是陳祖為（政治與公共行政學系教授）、柯天銘（Timothy O'Leary，人文學院主任）及連任的張祺忠。三人均被外界視為港大的「改革派」。
11月24日，校委會舉行例會。會議繼續選出由校委梁高美懿主持，並決定繼續由石禮謙擔任校委會發言人，直至新主席上任。會上討論了包括副校長（學術人事及資源）遴選的多個議題。石禮謙在會後表示，已成立副校長遴選委員會，聘任條件維持不變。據蘋果日報報導，馬斐森向校委會提供招聘條件，當中列明候選人需有豐富行政及人事管理經驗，學術方面的要求為「正教授級，具有崇高學歷及國際聲譽」，沒列明需有博士學位。報導亦引述消息稱，校委會花了兩小時討論如何處理馮敬恩違反保密協議的問題，最終校委一致提出譴責，要求馮簽署保密條款，或是自行草擬條款後交由校委會通過，再簽署作實。馮最後作出口頭承諾。
11月24日，高等法院開庭審理港大的臨時禁制令延續申請。港大校友關注組召集人葉建源，以及另外一名港大學生，在法庭澄清及收窄禁制令範圍後退出聆訊。林官聽取陳詞後決定押後裁決，臨時禁制令延續至作出裁決為止。
11月25日，再有疑似9月29日校委會會議錄音於批踢踢討論區流出。有人發表題為「[爆卦] 夢到港大黑幕」的貼文，附有音檔及文字記錄，發言者據指是黃景強、廖長江、盧寵茂和馬斐森。根據音檔，疑似黃景強指出，港大被過份分化，需要有人讓他們團結起來，而陳文敏這一人選有著爭議，故不支持任命。疑似廖長江稱，曾查過陳文敏學術著述被引用的情形，發現其著述只被人google（搜尋）過4次，並且沒有引用紀錄。疑似盧寵茂提到，有點後悔加入了校委會，因他過去幾個月內遭受的源自於此，所受的痛苦比陳文敏更甚。他說到，跌倒一事令他被揶揄為做戲、插水，對此他感到很難過，但依然對傳媒表示不追究學生。他稱如果當日在會議室內外的是他們的學生，那他會真覺得羞愧，因他們沒有（對學生）盡到他們的職責。之後他說到，曾認為應該支持陳文敏出任副校長，但之後對陳的學術資歷問題存有保留。他指陳文敏一年發表的學術著述不到五項，某幾年只有一項，並舉例指若其助理教授的學術發表數量也像這樣，他會表示關切。他稱副校長一職需審查人事及升等，若陳文敏沒有相當的學術地位，候選人還可以反過來挑戰其履歷。他提到，馬斐森之前說因為陳文敏已獲升等為教授、任命為學院院長，於是認為陳肯定能擔任副校長。他希望馬斐森在聽取其論點後能重新考慮，因他不認為這是沒什麼關係的事。接著疑似馬斐森回應，物色委員會的觀點是陳的學歷經過考慮，是合適的，並指針對陳的論文發表數量的意見是完全不相關，因這不是職務描述中所要求的，且醫學和法律方面對論文發表的要求也不同。盧之後轉為提及陳文敏公開表達意見的問題，他指在校委會衝擊事件後，沒看到陳文敏對校委會成員表示過慰問，比如他本人。他指陳文敏一直宣稱這是校委會的過錯，包括在《香港家書》也這樣告訴公眾。他問馬斐森作為物色委員會主席，會否考慮之後發生的事，包括陳文敏公開自稱候選人、違反保密原則、批評校委會沒有做正確的事，以及對校委會及教職員的安全不表示關注。他亦提到，擔憂有人把政治論調帶進大學，並指包括陳文敏在內，所有人都把他標籤成「梁粉」，無論他遭受什麼都是活該。馬回應指，盧以甚為個人的角度看待事情，認為應緊貼實質討論和遴選目的。他稱職務描述沒要求候選人需慰問受傷的人，盧是把事件後的事實置入特定情境討論。自5月27日物色委員會報告完成後，已有很多意見，而他傾向緊跟事實。他稱，任何結果都不會受歡迎，而他的想法是，接受提名對港大的傷害會較小。
11月26日，第三度有疑似校委會會議錄音於批踢踢討論區流出，據指是8月25日校委會會議的內容。有人發表題為「[閒聊] 港大又有國防布」的貼文，附有音檔及文字記錄，發言者據指是康諾恩（港大副校長）、李國章、紀文鳳和梁智鴻。根據音檔，疑似康諾恩向校委會匯報衝擊事件。疑似李國章提出詢問。康在回應時稱，可以指認出誰在現場做了什麼事。他們可以收集證據，且有可能這樣做。疑似紀文鳳提及在衝擊事件前，已有報導指港大學生會會長聲言若訴求不被接納，便會闖進會議廳。儘管她曾表達這方面的意見，但其後學生依然被允許留在會議廳所在的10樓。她認為，他們不該轉移會議場所，而是要警告學生和樓下的人。她續指，從泛民口中得知，當時有為數13人的校友和立法會議員協議留在樓下，學生則在樓上，因此她認為整件事有組織和精心策劃，應該警惕。康在回應時稱，當時他們都強烈意識到，在會議將完結時學生便會衝進來，但沒有預料到當日言語辱罵、肢體衝撞的程度。他提出，若校委會同意，可重新考慮自818事件後與學生所作的協議，這涉及示威區範圍，及跟校務委員保持何種距離。疑似梁智鴻提到，照樣使用原先的會議廳，但要確保有另一道門可讓校委離開，因應出口被堵塞及有人投燃燒彈或類似物品的情況。他亦指出，整件事是基於自818事件後的協議來安排，在是次衝擊發生後需改變協議，以顧及安全和保安方面。李建議，將這件事移交給會議，找出涉及此事的學生以採取處分，再回報給校委會，以採取更多行動。他稱，如此事處理不恰當，任何校委都可以針對學生、針對校委會提出民事訴訟。他接著說，他可以對香港大學提出民事訴訟，他可以對學生提出刑事訴訟，但他也可以…（語音不清）。梁回應指已接到一宗關於學生的投訴。在之後的討論中，梁提到下一步是在facebook全面地找出其他學生。
11月29日，香港大學畢業生議會於港大舉行特別會議，就港大校友關注組提出的五項無約束力議案進行討論和表決。各項議案內容為：
- 對於校委會在2015年9月29日（「決定」）否決物色委員會就副校長（學術及人力資源）一職的任命建議，而未有向議會和公眾提供合理理據，表示極度遺憾
- 校委會需於此議案通過後的14天之內，公佈當中牽涉的理據和相關事實以支持其「決定」是符合港大長遠利益的說法
- 對於造成2015年9月29日校委會決定的、校委會成員間的討論作出披露，是符合公眾利益及港大吹哨者政策的精神
- 對校委會主席梁智鴻醫生，及在2015年9月29日對物色委員會的任命建議投反對票的校委表示不信任
- 李國章教授不適合出任港大校委會主席，因他沒有得到學術及非學術員工、學生和校友的信任、信心和尊重

是次會議的投票數為4454，較9月特別會議時的票數少半。約2500人親身到場投票，另有約1900張授權票。五項議案均以逾九成六的贊成票獲得通過。畢業生議會主席溫頌安在投票後稱，畢業生議會會員有16萬，「代表性可以自己諗」。葉建源表示，下一步會與畢業生議會商討，盡快向校方和管治機構反映投票結果。港大發言人回應，會尊重投票結果。
11月30日，高等法院裁定港大校委會的臨時禁制令繼續生效，直至有關正式聆訊展開。香港記者協會獲批准加入訴訟。法官指審訊涉及新聞及言論自由，記協對議題熟悉，能提供法律觀點。蘋果日報及港大學生會刊物學苑總編輯劉以正的申請則被拒絕。法官指兩名申請人沒有持有保密內容，沒有可洩露的資料，非禁制令針對對象，因此拒絕申請。
12月29日，香港大學學生會會長馮敬恩、外務副會長李峰琦以個人名義就港大校委會否決陳文敏任副校長的決定，提出司法覆核。
12月31日，政府公佈任命李國章為港大校委會主席。

## 外部連結
- 樹仁新傳網：香港大學副校長遴選風波（页面存档备份，存于）、港大校委會洩密風波（页面存档备份，存于）